# Nazionale femminile di hockey su pista dell'Egitto
La nazionale di hockey su pista femminile dell'Egitto è la selezione femminile di hockey su pista che rappresenta l'Egitto in ambito internazionale. Attiva dal 2000, opera sotto la giurisdizione della federazione di pattinaggio egiziana. 

## Risultati

### Campionato del mondo
| Edizione | Sede/i            | Piazzamento      | G | V | N | P |      |
| 1992     | Springe           | Non partecipante | - | - | - | - | n.d. |
| 1994     | Tavira            | Non partecipante | - | - | - | - | n.d. |
| 1996     | Sertãozinho       | Non partecipante | - | - | - | - | n.d. |
| 1998     | Buenos Aires      | Non partecipante | - | - | - | - | n.d. |
| 2000     | Marl              | 15º posto        | 5 | 0 | 0 | 5 | Rosa |
| 2002     | Paços de Ferreira | 14º posto        | 6 | 2 | 0 | 4 | Rosa |
| 2004     | Wuppertal         | 15º posto        | 4 | 0 | 0 | 4 | Rosa |
| 2006     | Santiago del Cile | Non partecipante | - | - | - | - | n.d. |
| 2008     | Honjō             | Non partecipante | - | - | - | - | n.d. |
| 2010     | Alcobendas        | Non partecipante | - | - | - | - | n.d. |
| 2012     | Recife            | Non partecipante | - | - | - | - | n.d. |
| 2014     | Tourcoing         | Non partecipante | - | - | - | - | n.d. |
| 2016     | Iquique           | 13º posto        | 8 | 0 | 0 | 8 | Rosa |